# Afluentes do Rio Sorraia
Esta lista contém os afluentes e subafluentes do Rio Sorraia.
- Rio Sôr
- Ribeira do Porto Velho
- Ribeira de Santa Margarida
- Ribeira Vale Cobrão ou Vala do Cobrão
- Ribeira Vale dos Poços
- Ribeira Trejoito
- Ribeira Longomel
- Ribeira Barrosas
- Ribeira Salgueira
- Ribeira do Divor
- Ribeira da Erra
- Rio Almansor